# Henki Kolstad
Johan Henrik Ludvig "Henki" Kolstad, född 3 februari 1915 i Oslo, död 14 juli 2008 i Oslo, var en norsk skådespelare och regissör.
Kolstad är i Norge mest känd för sin medverkan i en rad filmer och julkalendern Jul i Skomakergata (1979).
Han var bror till skådespelaren Lasse Kolstad och politikern Knut Kolstad.

## Filmografi (i urval)
- 1930 – Eskimå
- 1931 – Halvvägs till himlen
- 1943 – Vigdis
- 1948 – Dit vindarna bär
- 1948 – Kampen om atombomben
- 1948 – Trollforsen
- 1949 – Svendsen går videre
- 1949 – Vi flyger på Rio
- 1950 – To mistenkelige personer
- 1951 – Vad vore livet utan dig
- 1951 – Kvinnan bakom allt
- 1952 – Nödlandning
- 1952 – Det kunne vært deg
- 1954 – Troll i ord
- 1955 – Ute blåser sommarvind
- 1956 – Roser til Monica
- 1957 – Stevnemøte med glemte år
- 1957 – Selv om de er små
- 1958 – Pastor Jarman kommer hjem
- 1958 – De dødes tjern
- 1959 – 5 loddrett
- 1960 – Millionær for en aften
- 1961 – Strandhugg
- 1961 – Et øye på hver finger
- 1963 – Vildanden
- 1972 – Ture Sventon, Privatdetektiv
- 1974 – Olsenbanden møter kongen & knekten
- 1978 – Olsenbanden + Data Harry sprenger verdensbanken
- 1979 – Jul i Skomakergata
- 1999 – Olsenbandens siste stikk

## Regi (i urval)
- 1949 – Vi flyger på Rio
- 1952 – Det kunne vært deg